# Yassou Maria
Yassou Maria – utwór greckiego piosenkarza Sarbela Michaela wydany w formie singla 7 marca 2007 roku i umieszczony reedycji drugiej płyty studyjnej zatytułowanej Sahara. Utwór napisali Mack, Alex Papakonstantinu i Marcus Englöf.
W 2007 roku utwór został zakwalifikowany do stawki finałowej krajowych eliminacji eurowizyjnych. 28 lutego piosenka została wykonana przez piosenkarza  w finale selekcji i ostatecznie zajęła pierwsze miejsce w głosowaniu telewidzów i jurorów, pokonując dwa inne utwory, dzięki czemu została wybrana na propozycję reprezentującą Grecję w 62. Konkursie Piosenki Eurowizji organizowanym w Helsinkach. 12 maja utwór został zaprezentowany w finale konkursu i zajął ostatecznie siódme miejsce ze 139 punktami na koncie, w tym m.in. z maksymalnymi notami 12 punktów z Cypru i Bułgarii.

## Lista utworów
Digital download
1. „Yassou Maria” – 3:00

CD single
1. „Yassou Maria” (English Version) – 2:59
2. „Mi chica” – 3:05
3. „Yassou Maria” (Greenglish Version) – 3:01
4. „Enas apo mas” (Anyone of Us – A Stupid Mistake) – 3:48

## Notowania na listach przebojów
| Kraj            | Lista (2007)         | Najwyższe miejsce |
| --------------- | -------------------- | ----------------- |
| Grecja          | Greek Singles Chart  | 1                 |
| Cypr            | Cyprus Airplay Chart | 1                 |
| Wielka Brytania | UK Singles Chart     | 74                |